# Marlon Ochoa
Marlon David Ochoa Martínez (Tegucigalpa, Honduras, 16 de diciembre de 1991) es un internacionalista y político hondureño. Desde el 10 de septiembre de 2024 ejerce como consejero del Consejo Nacional Electoral.

## Biografía
Marlon David Ochoa Martínez nació el 16 de diciembre de 1991 en Tegucigalpa, capital de Honduras. Estudió la licenciatura en relaciones internacionales en la Universidad Tecnológica Centroamericana. Posteriormente cursó estudios de posgrado en investigación económica y social en la Universidad Nacional Autónoma de Honduras, y en 2017 obtuvo una maestría en políticas públicas por la Universidad de Oxford.
Ha sido consultor e investigador en organizaciones como OEI, Clacso y FIAN. De igual modo, ha impartido cátedra en la Universidad Tecnológica Centroamericana y la Universidad Nacional Autónoma de Honduras.
Durante años recientes se ha visto envuelto en polemica debido a la quema de la Embajada de Estados Unidos en la ciudad de Tegucigalpa en el 2017 producto de los disturbios provocados por la reelección del entonces Presidente Juan Orlando Hernandez.

## Carrera política
El Partido Libertad y Refundación lo designó como codirector electoral en el Consejo Nacional Electoral, cargo que ostentó entre 2020 y 2022. El 27 de enero de 2022, la presidenta Xiomara Castro lo nombró director del Servicio de Administración de Rentas, y dos años después, el 6 de enero de 2024, asumió como secretario de Finanzas en relevo de Rixi Moncada.
El 19 de enero de 2024, el Congreso lo eligió consejero del Consejo Nacional Electoral para el período 2024-2029, cargo que asumió el 11 de septiembre de 2024.